# Vojteh Ravnikar
Vojteh Ravnikar, slovenski arhitekt, * 4. april 1943, † 17. september 2010

## Življenje
Vojteh Ravnikar je leta 1973 diplomiral na Fakulteti za arhitekturo v Ljubljani, na kateri je od leta 1993 tudi predaval. Od 1977 do 1980 je sodeloval v Skupini KRAS. Bil je član uredništva revije AB - Arhitektov bilten. Od leta 1983 je vodil organizacijski odbor vsakoletnih Piranskih dnevov arhitekture. Leta 1992 je ustanovil revijo Piranesi in je bil od takrat njen glavni urednik. Leta 1994 pa realiziriral svoj največji projekt, zgradbo Primorskega dramskega gledališča v Novi Gorici. Leta 2003 je v sodelovanju z Robertom Potokarjem ustanovil Ravnikar Potokar arhitekturni biro d.o.o.

## Nagrade
Prejel je številne nagrade: 
- Nagrada Prešernovega sklada, Ljubljana leta 1980
- Republiška Borbina nagrada, Ljubljana leta 1980
- Plečnikova nagrada, Ljubljana leta 1987[5]
- Mednarodna nagrada Piranesi, Piran leta 1990
- Mednarodno priznanje Piranesi, Piran leta 1996
- Prešernova nagrada, Ljubljana leta 2003
- Herderjeva nagrada, Dunaj leta 2006[6]
- Zlati svinčnik za poslovni objekt F2 Masarykova, Ljubljana leta 2007
- Častni član Zbornice za arhitekturo in prostor Slovenije, Ljubljana leta 2007

## Realizacije
- Pošta in trgovina, Vremski Britof 1978
- Občinska zgradba, Sežana 1979
- Osnovna šola in vrtec, Dutovlje 1980
- Hotel Klub, Lipica 1981
- Kulturni center Srečko Kosovel, Sežana, Trakt B in C 1981, 1986, 1995
- Poročna dvorana, Lipica 1982
- Pokopališče, Sežana 1984
- Hotel Piran, Piran – 1. Faza 1986
- Avtobusna postaja Zagreb, 1986-1987, v sodelovanju z Majdo Kregar[7]
- Počitniška hiša DO Tekstil, Krk (Malinska) 1987
- Pošta, Zadar 1988
- Stanovanjska hiša na Resljevi 24, Ljubljana 1990

- Primorsko dramsko gledališče, Nova Gorica 1994
- Ureditev Giordanovega trga, Koper 1994
- Kulturni center Srečko Kosovel, Sežana trakt - C 1995

V sodelovanju z Robertom Potokarjem in sodelavci biroja:
- Poslovno stanovanjski objekt Mandrač, Koper 1996
- Ureditev Carpacciovega trga, Koper 1996
- IEDC - Poslovna šola Bled, Bled 1999-2000
- Nova šola Brinje z večnamensko dvorano, Grosuplje 1998-2000
- Goriška knjižnica Franceta Bevka, Nova Gorica 1998-2000
- Poslovno skladiščni objekt Papirografike, Ljubljana 1998-1999
- Poslovno skladiščni objekt Imos, Ljubljana 1999-2000
- Poslovni objekt Masarykova F1, Ljubljana 2000-2003
- Športna dvorana Srednje šole Srečka Kosovela, Sežana 2002-2003
- Srednja zdravstvena šola, Celje 2004-2005
- Poslovno stanovanjski objekt Šalara, Koper 2004-2005
- Poslovni objekt Masarykova F2, Ljubljana 2006-2007
- Vila Mon Repos, Poslovna šola Bled, Bled 2007-2008
- Zimski Dvorec Bloke, Godičevo, Bloke 2009
- Stanovanjska stolpnica C, naselje Majske Poljane, Nova Gorica 2010

Zadnje njegovo izvedeno delo:
- Zimski Dvorec Bloke, Godičevo, Bloke 2009